# Hrubé

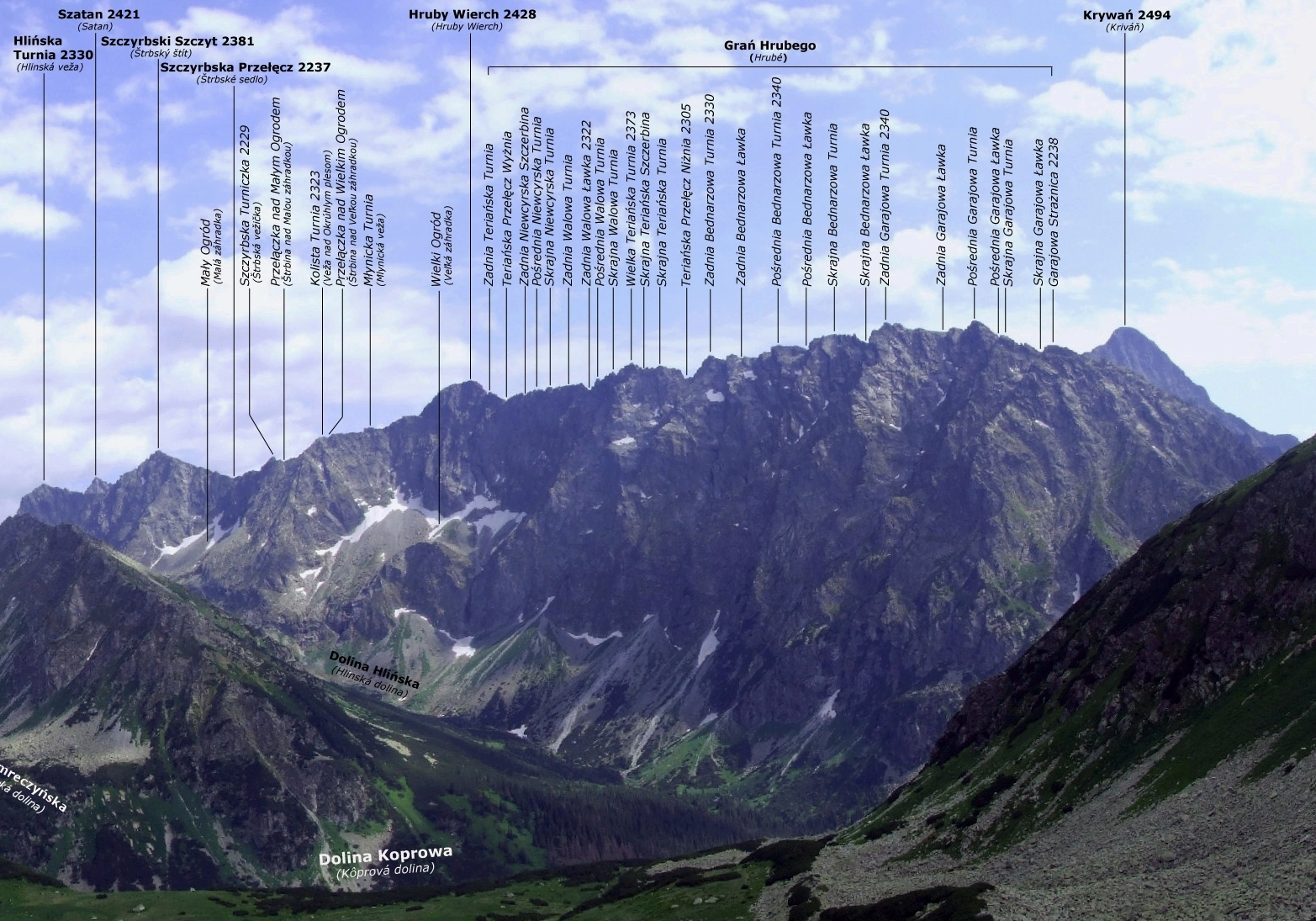
Hřeben Hrubé ze sedla Závory s polskými popisky

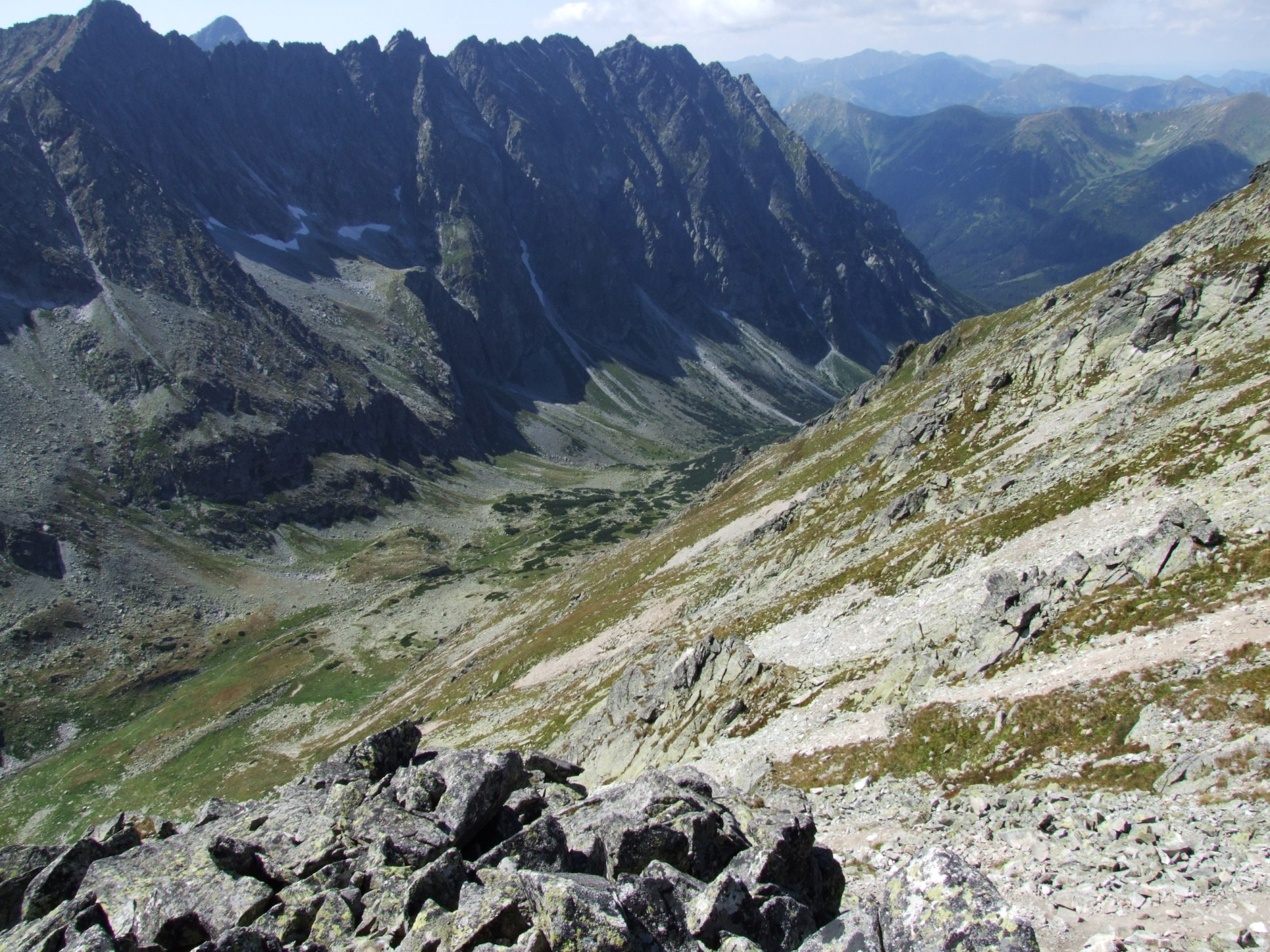
Hřeben Hrubé z Vyšného Kôprovského sedla

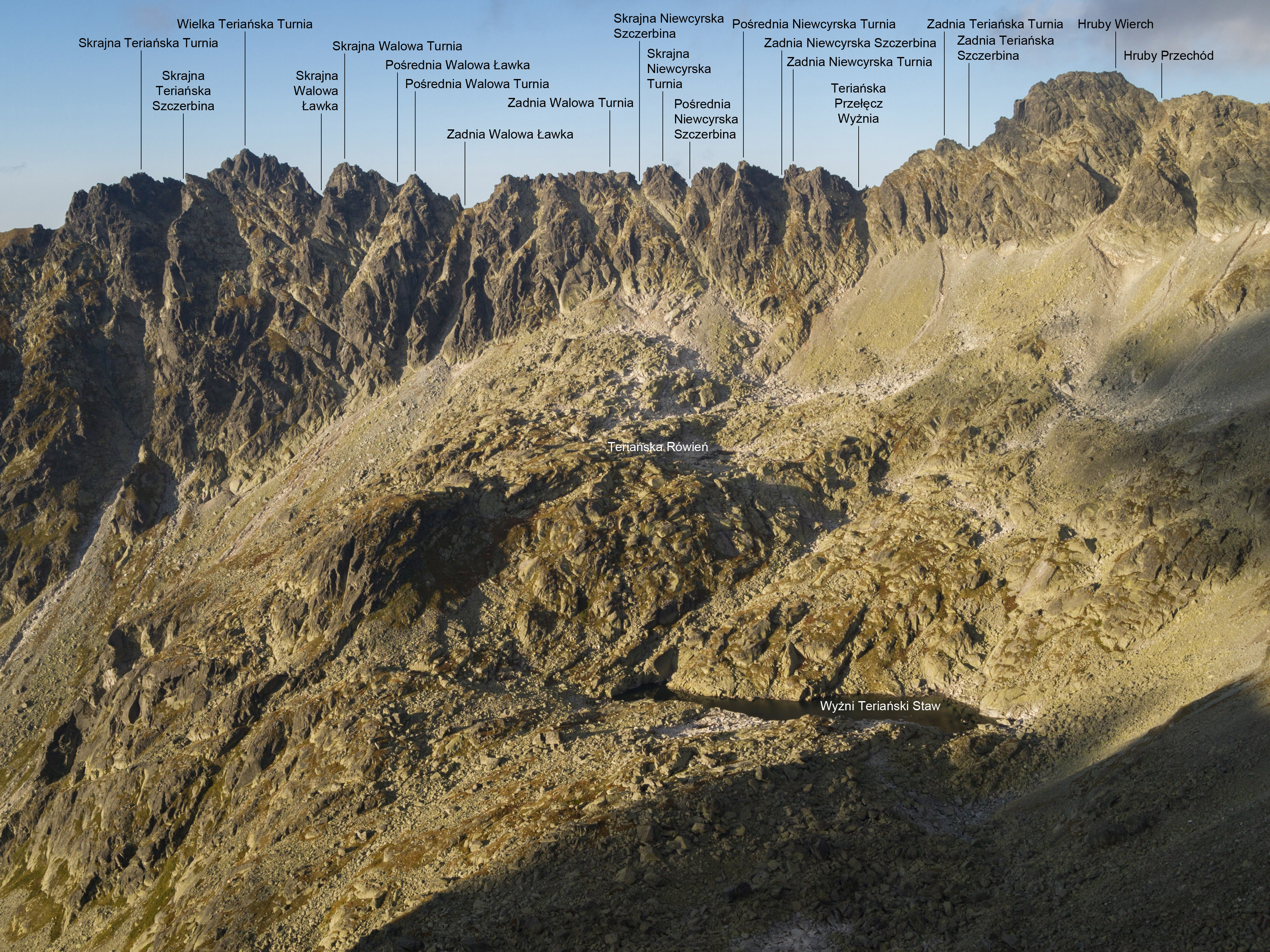
Hřeben Hrubé nad horním patrem Nefcerky

Hrubé (v liptovském nářečí Hrubô, polsky Grań Hrubego, maďarsky Triumetal-gerinc, německy Breiter Kamm) je boční hřeben ve slovenské části Vysokých Tater. Od rozsochy Kriváně se odděluje v Hrubém vrchu a směřuje na severozápad (přesněji k západo-severozápadu), kde po 2 km klesá do závěru Kôprové doliny. Hřeben od sebe odděluje dolinu Nefcerka na jihozápadě a Hlinskou dolinu na severovýchodě.

## Průběh hřebene
|  | Slovenský název              | Polský název                    | Nadmořská výška (m) | Souřadnice                       |
|  | ---------------------------- | ------------------------------- | ------------------- | -------------------------------- |
|  | Hrubý vrch                   | Hruby Wierch                    | 2428                | 49°10′15″ s. š., 20°01′36″ v. d. |
|  | Zadná Terianska štrbina      | Zadnia Teriańska Szczerbina     | 2370                | 49°10′16″ s. š., 20°01′33″ v. d. |
|  | Zadná Terianska veža         | Zadnia Teriańska Turnia         | 2375                | 49°10′16″ s. š., 20°01′32″ v. d. |
|  | Vyšné Terianske sedlo        | Teriańska Przełęcz Wyżnia       | 2338                | 49°10′17″ s. š., 20°01′30″ v. d. |
|  | Zadná Nefcerská veža         | Zadnia Niewcyrska Turnia        | 2358                | 49°10′17″ s. š., 20°01′31″ v. d. |
|  | Zadná Nefcerská štrbina      | Zadnia Niewcyrska Szczerbina    | 2345                | 49°10′18″ s. š., 20°01′27″ v. d. |
|  | Prostredná Nefcerská veža    | Pośrednia Niewcyrska Turnia     | 2360                | 49°10′19″ s. š., 20°01′24″ v. d. |
|  | Prostredná Nefcerská štrbina | Pośrednia Niewcyrska Szczerbina | 2335                | 49°10′19″ s. š., 20°01′22″ v. d. |
|  | Predná Nefcerská veža        | Skrajna Niewcyrska Turnia       | 2345                | 49°10′19″ s. š., 20°01′19″ v. d. |
|  | Predná Nefcerská štrbina     | Skrajna Niewcyrska Szczerbina   | 2330                | 49°10′18″ s. š., 20°01′15″ v. d. |
|  | Zadná Valova veža            | Zadnia Walowa Turnia            | 2340                | 49°10′18″ s. š., 20°01′13″ v. d. |
|  | Zadná Valova lávka           | Zadnia Walowa Ławka             | 2322                | 49°10′19″ s. š., 20°01′11″ v. d. |
|  | Prostredná Valova veža       | Pośrednia Walowa Turnia         | 2345                | 49°10′20″ s. š., 20°01′10″ v. d. |
|  | Prostredná Valova lávka      | Pośrednia Walowa Ławka          | 2340                | 49°10′21″ s. š., 20°01′09″ v. d. |
|  | Predná Valova veža           | Skrajna Walowa Turnia           | 2350                | 49°10′21″ s. š., 20°01′09″ v. d. |
|  | Predná Valova lávka          | Skrajna Walowa Ławka            | 2310                | 49°10′21″ s. š., 20°01′09″ v. d. |
|  | Terianska veža               | Wielka Teriańska Turnia         | 2374                | 49°10′22″ s. š., 20°01′07″ v. d. |
|  | Predná Terianska štrbina     | Skrajna Teriańska Szczerbina    | 2325                | 49°10′22″ s. š., 20°01′05″ v. d. |
|  | Predná Terianska veža        | Skrajna Teriańska Turnia        | 2235                | 49°10′23″ s. š., 20°01′04″ v. d. |
|  | Nižné Terianske sedlo        | Teriańska Przełęcz Niżnia       | 2305                | 49°10′24″ s. š., 20°01′02″ v. d. |
|  | Zadná Bednárova veža         | Zadnia Bednarzowa Turnia        | 2354                | 49°10′24″ s. š., 20°00′58″ v. d. |
|  | Zadná Bednárova lávka        | Zadnia Bednarzowa Ławka         | 2310                | 49°10′25″ s. š., 20°00′54″ v. d. |
|  | Prostredná Bednárova veža    | Pośrednia Bednarzowa Turnia     | 2340                | 49°10′26″ s. š., 20°00′51″ v. d. |
|  | Prostredná Bednárova lávka   | Pośrednia Bednarzowa Ławka      | 2300                | 49°10′27″ s. š., 20°00′47″ v. d. |
|  | Predná Bednárova veža        | Skrajna Bednarzowa Turnia       | 2340                | 49°10′30″ s. š., 20°00′42″ v. d. |
|  | Predná Bednárova lávka       | Skrajna Bednarzowa Ławka        | 2300                | 49°10′31″ s. š., 20°00′42″ v. d. |
|  | Zadná Garajova veža          | Zadnia Garajowa Turnia          | 2349                | 49°10′33″ s. š., 20°00′41″ v. d. |
|  | Zadná Garajova lávka         | Zadnia Garajowa Ławka           | 2320                | 49°10′35″ s. š., 20°00′33″ v. d. |
|  | Prostredná Garajova veža     | Pośrednia Garajowa Turnia       | 2349                | 49°10′37″ s. š., 20°00′30″ v. d. |
|  | Prostredná Garajova lávka    | Pośrednia Garajowa Ławka        | 2250                | 49°10′39″ s. š., 20°00′29″ v. d. |
|  | Predná Garajova veža         | Skrajna Garajowa Turnia         | 2270                | 49°10′42″ s. š., 20°00′28″ v. d. |
|  | Predná Garajova lávka        | Skrajna Garajowa Ławka          | 2200                | 49°10′43″ s. š., 20°00′25″ v. d. |
|  | Hrubá kopa                   | Garajowa Strażnica              | 2238                | 49°10′46″ s. š., 20°00′23″ v. d. |

## Přístup
V celém hřebeni nevedou v současnosti žádné značené turistické trasy, takže je dle pravidel TANAPu turisticky nepřístupný.

## Přechod hřebene
První doložené přechody hřebene Hrubé:
- od Nižného Terianského sedla po Hrubou kopu – 4. srpna 1906 Józef Bajer, Stanisław Konarski a Ignacy Król
- od Vyšného Terianského sedla po Nižné Terianské sedlo – 22. července 1907 Ignacy Król, Władysława Panek-Jankowska, Józef Jankowski a Kazimierz Firganek
- od Hrubého vrchu po Vyšné Terianské sedlo – 28. července 1908 Paweł Bester, Walery Goetel a Mieczysław Świerz
- přechod celého hřebene Hrubé – 29. července 1910 Roman Komarnicki, Roman Kordys a Jerzy Maślanka